# QWER
QWER (hangul: 큐더블유이알) – południowokoreański girlsband należący do 3Y Corporation i Tamago Production. Zadebiutowali 18 października 2023 roku single albumem Harmony from Discord.

## Nazwa
Angielska nazwa grupy pochodzi od klawiatury QWERTY, z klawiszami Q, W, E i R będącymi głównymi klawiszami używanymi w grach online, takich jak League of Legends. Nazwa fandomu, 바위게 (Scuttle Crab), również odnosi się do tej gry wieloosobowej.

## Historia zespołu

### Przed debiutem
Grupa została utworzona w ramach „QWER Project”, serii na YouTube mającej na celu stworzenie dziewczęcego zespołu złożonego z internetowych osobowości kobiecych. Projekt został zainicjowany przez Tamago Production, firmę założoną przez YouTubera i twórcę treści internetowych Kim-Gyerana, we współpracy z 3Y Corporation. „QWER Project” śledził dołączenie czterech członkiń do grupy, ich treningi i codzienne życie.
Przed debiutem każda z członkiń miała już ugruntowaną karierę w internecie. Chodan i Magenta były aktywnymi streamerkami na Twitchu, Hina była popularną twórczynią treści i cosplayerką na TikToku, a Siyeon jest byłą członkinią japońskiej grupy idolek NMB48.

### Od 2023: Debiut zHarmony z Discord
QWER zadebiutowały 18 października 2023 roku single albumem Harmony from Discord. Utwory z albumu zostały po raz pierwszy wykonane podczas debiutanckiego showcase'u w Musinsa Garage w Seulu. Główny utwór „Discord” zajął 5. miejsce na liście „Viral 50 – Japan” Spotify. Zadebiutował na 88. miejscu listy „Korea Weekly Top Songs” YouTube Music w momencie wydania i utrzymywał się na liście przez 21 tygodni.
18 marca 2024 roku grupa ogłosiła nadchodzący powrót. W dniu ogłoszenia QWER odwiedziły bazę wojskową i wykonały swój nieopublikowany singiel „TBH (고민중독)” z nadchodzącego minialbumu. Ich pierwszy minialbum, Manito, został wydany 1 kwietnia. Utwory z minialbumu zostały po raz pierwszy wykonane podczas showcase'u, który odbył się w Yes24 Live Hall w Seulu w dniu jego premiery.
28 sierpnia grupa ogłosiła wydanie singla „Fake Idol”, który ukazał się 2 września. Ich drugi minialbum Algorithm’s Blossom został wydany 23 września. 9 października zdobyły swoje pierwsze zwycięstwo w programie muzycznym dzięki głównemu singlowi z drugiego minialbumu, „My Name Is Malguem”, podczas Show Champion.

## Członkinie
| Pseudonim   | Pseudonim | Prawdziwe imię              | Data urodzenia   | Rola                                        |
| Latynizacja | Hangul    | Prawdziwe imię              | Data urodzenia   | Rola                                        |
| ----------- | --------- | --------------------------- | ---------------- | ------------------------------------------- |
| Chodan      | 쵸단      | Hong Ji-hye (kor. 홍지혜)   | 1 listopada 1998 | liderka, perkusistka, wokalistka pomocnicza |
| Magenta     | 마젠타    | Lee Ah-hee (kor. 이아희)    | 2 czerwca 1997   | basistka                                    |
| Hina        | 히나      | Jang Na-young (kor. 장나영) | 30 stycznia 2001 | gitarzystka, klawiszowiec, maknae           |
| Siyeon      | 이시연    | Lee Si-yeon (kor. 이시연)   | 16 maja 2000     | główna wokalistka, gitarzystka              |

## Dyskografia

### Minialbumy
| Rok  | Dane dot. albumu | Najwyższa pozycja | Sprzedaż       |
| Rok  | Dane dot. albumu | KOR (Circle)      | Sprzedaż       |
| ---- | --- | ----------------- | -------------- |
| 2024 | Manito - Wydany: 1 kwietnia 2024 - Wytwórnia: 3Y Corporation - Format: CD, digital download, streaming               | 14                | - KOR: 55 577+ |
| 2024 | Algorithm's Blossom - Wydany: 23 września 2024 - Wytwórnia: 3Y Corporation - Format: CD, digital download, streaming | 10                | - KOR: 64 910+ |

### Single

#### Single albumy
| Rok  | Dane dot. albumu | Najwyższa pozycja | Sprzedaż       |
| Rok  | Dane dot. albumu | KOR (Circle)      | Sprzedaż       |
| ---- | --- | ----------------- | -------------- |
| 2023 | Harmony from Discord - Wydany: 18 października 2023 - Wytwórnia: 3Y Corporation - Format: CD, digital download, streaming | 8                 | - KOR: 25 420+ |

Single cyfrowe
| Rok                                                       | Tytuł                     | Najwyższa pozycja | Najwyższa pozycja | Album                |
| Rok                                                       | Tytuł                     | KOR               | KOR               | Album                |
| Rok                                                       | Tytuł                     | Circle            | Songs             | Album                |
| --------------------------------------------------------- | ------------------------- | ----------------- | ----------------- | -------------------- |
| 2023                                                      | „Discord”                 | 24                | –                 | Harmony from Discord |
| 2024                                                      | „T.B.H” (고민중독)        | 4                 | 2                 | Manito               |
| 2024                                                      | „Fake Idol” (가짜 아이돌) | 99                | –                 | Algorithm's Blossom  |
| 2024                                                      | „My Name Is Malguem”      | 2                 | 1                 | Algorithm's Blossom  |
| „–” oznacza, że singiel nie był notowany na danej liście. |                           |                   |                   |                      |